# Lasisi Elenu
Nosa Afolabi, más conocido como Lasisi Elenu, es un comediante, actor y músico nigeriano. Es uno de los influencers más populares de África, conocido por sus parodias. En 2018, participó en el thriller de Netflix, The Ghost and the Tout y fue nominado en la categoría comedia en los The Future Awards Africa. En marzo de 2020, fue nombrado una de las 25 mejores superestrellas menores de 30 años de Nigeria.

## Biografía
Elenu, nació el 20 de abril de 1991 en el estado de Kano, al norte de Nigeria, pero es oriundo de Offa en el estado de Kwara. Es egresado de Promoción de la Salud y Educación en Salud Ambiental de la Universidad de Ilorin.

## Carrera profesional
Comenzó como músico antes de dedicarse a la comedia. Su proyecto, Mama & Papa Godspower, es una serie de episodios de 16 minutos centrados en un hogar de bajos ingresos en Nigeria.
Sus obras de teatro se centran en diversos temas, desde la ley hasta el ciberdelito, economía, inseguridad y la filosofía.
En redes sociales, es uno de los más populares del continente africano con 75.000 seguidores en TikTok.

## Filmografía
- The Ghost and the Tout (2018)[12]
- Made in Heaven
- Sylva
- The Razz Guy[13][14]

## Controversia
En julio de 2020, fue advertido por miembros del Colegio de Abogados de Nigeria, quienes afirmaron que sus bromas estaban tergiversando la profesión legal y amenazaron con demandarlo.